# Катангуй
Катангуй (сибирскотат. 
Ҡатымҡуй) — деревня в Вагайском районе Тюменской области России. Входит в состав Дубровинского сельского поселения.

## География
Деревня находится на берегу рек Катангуйка и Иртыш. Автобусное сообщение. 

## Население
| 2010 |
| ---- |
| 48   |